# Benito Juárez, Elota
Benito Juárez är en ort i Mexiko.   Den ligger i kommunen Elota och delstaten Sinaloa, i den centrala delen av landet, 900 km nordväst om huvudstaden Mexico City. Benito Juárez ligger 38 meter över havet och antalet invånare är 255.
Terrängen runt Benito Juárez är platt åt sydväst, men åt nordost är den kuperad. Runt Benito Juárez är det mycket glesbefolkat, med 4 invånare per kvadratkilometer. Närmaste större samhälle är La Cruz, 11,4 km väster om Benito Juárez. I omgivningarna runt Benito Juárez växer huvudsakligen savannskog.